# Gerhard Redl
Gerhard Redl (Dimbach, 18 aprile 1962) è un ex bobbista ed ex velocista austriaco.

## Biografia
Durante la sua attività sportiva è stato anche un velocista nell'atletica leggera a livello nazionale; ha infatti vinto una medaglia d'oro ai campionati austriaci assoluti del 1981 nella staffetta 4×100. Negli anni novanta si cimentò anche nei lanci.
Passò al bob nella prima metà degli anni ottanta e prese parte a tre edizioni dei Giochi olimpici invernali, gareggiando unicamente nella specialità a quattro: a Sarajevo 1984 si classificò all'undicesimo posto, mentre a Calgary 1988 fu settimo. Otto anni dopo, a Lillehammer 1994, terminò la gara ai piedi del podio.
Ha inoltre preso parte a diverse edizioni dei campionati mondiali, conquistando in totale quattro medaglie: tre d'argento e una di bronzo. Nel dettaglio i suoi risultati nelle prove iridate sono stati, nel bob a quattro: quarto a Sankt Moritz 1982, sesto a Breuil-Cervinia 1985, medaglia d'argento a Schönau am Königssee 1986 con Peter Kienast, Franz Siegl e Christian Mark, medaglia di bronzo a Sankt Moritz 1990 con Ingo Appelt, Jürgen Mandl e Harald Winkler, medaglia d'argento a Igls 1993 con Hubert Schösser, Harald Winkler e Gerhard Haidacher e medaglia d'argento a Winterberg 1995 con Hubert Schösser, Thomas Schroll e Martin Schützenauer.
Agli europei ha invece conquistato cinque medaglie nel bob a quattro, di cui una d'oro vinta a Winterberg 1989, più due d'argento e due di bronzo.

## Palmarès

### Bob

#### Mondiali
- 4 medaglie:
  - 3 argenti (bob a quattro a Schönau am Königssee 1986; bob a quattro a Igls 1993; bob a quattro a Winterberg 1995);
  - 1 bronzo (bob a quattro a Sankt Moritz 1990).

#### Europei
- 5 medaglie:
  - 1 oro (bob a quattro a Winterberg 1989);
  - 2 argenti (bob a quattro a Igls 1990; bob a quattro a Altenberg 1995);
  - 2 bronzi (bob a quattro a Igls 1986; bob a quattro a Sankt Moritz 1993).

### Atletica leggera

#### Campionati nazionali
- 1 volta campione nazionale assoluto della staffetta 4×100 m (1981)

1981
- Oro ai campionati austriaci assoluti, 4×100 m - 41"67